# Helia García Pérez
Helia García Pérez (Guadalajara, 23 de junio de 1952-17 de abril de 2017) fue una escritora, compiladora, divulgadora cultural, y coordinadora de talleres de cultura en español.

## Biografía
Nació en Guadalajara, Jalisco, el 23 de junio de 1952.
Esta autora tapatía obtuvo la cédula profesional número 594682 de la licenciatura en Turismo por la Universidad de Guadalajara, en 1980.
Fue compiladora, divulgadora cultural, coordinadora de talleres, poeta, novelista, y fotógrafa.
Se desempeñó en la jefatura del Departamento de Investigación Cultural de la Oficialía Mayor de Cultura del Ayuntamiento de Guadalajara, además de ser subdirectora de los Cursos de información sobre Guadalajara, Tlaquepaque, Tonalá y Zapopan por 28 años.
Especialista en culturas populares, coordinó, promovió y difundió expresiones tales como el canto popular de El Alabado, las pastorelas en Jalisco y la herbolaria local. Coordinó exposiciones de fotografía y pintura y expresiones de narrativa contemporánea. Fue promotora de la lectura y el libro, conferenciante en diversos foros, jurado en diversos certámenes y gerente regional y articulista del periódico Mi Pueblo, de Luis de la Torre, de 2001 a 2005.
Los últimos años de su vida radicó en Garibaldi 104 casi esquina con Venustiano Carranza, en el Centro de Guadalajara.

## Premios
- Premio Kinsa en Fotografía, otorgado por Laboratorios Julio y el diario El Occidental, 1986[4]
- Medalla de Plata «José Clemente Orozco», por difundir la Cultura, 1990[1]
- Medalla Rosa Áurea de la Asociación de Cronistas Municipales del Estado de Jalisco, 1999[4]
- Medalla Ciudad de Guadalajara
- Premio de Jalisco a las Mujeres, en la categoría de Cultura
- Premio de Cultura, otorgado por el Consejo Ciudadano 100 por Jalisco

## Obras

### Poesía
- Espejos de rocío
- Luna enamorada

### Narrativa documental
- El Alabado viejo
- La boda de indios
- Las garitas, los mesones y noticias varias sobre Guadalajara
- Leyendas, tradiciones y personajes de Guadalajara: recopilación, Ayuntamiento de Guadalajara, Guadalajara, 1996[5]
- Leyendas, tradiciones y personajes de Guadalajara: segunda parte, Editorial Amate, Guadalajara, 2004,  ISBN 9789685531897[6]
- Leyendas y personajes populares de Jalisco, Secretaría de Cultura del Gobierno del Estado de Jalisco, Guadalajara, 2004 ISBN 9789706243508[7]

### Coautoría
- Galderjunt. El título es un anagrama de "Arte en Guadalajara" (semblanza de la obra de 100 artistas que viven en Guadalajara), 2006, con Carlos Navarro[8]

### Coedición
- Vicente Gusmeri Capra. El escultor de las luces y de las sombras. (Parte de la obra de este escultor italiano se encuentra en el Panteón de Mezquitán, templos y monumentos públicos)

### Artículos periodísticos
- Coloquio del Niño Dios, para representarse en la Nochebuena, 2011[9]